# عزيز (ولاية المدية)
عزيز، بلدية تابعة لدائرة عزيز بولاية المدية الجزائرية.
تقع جنوب غرب ولاية المدية تحدها شمالا اولاد عنتر و جنوبا الشهبونية و شرقا قصر البخاري و غربا ولاية تيسمسيلت
```
يقطنها حوالي 19000 نسمة 
[
3
]
```